# Cameron Hepple
Cameron Hepple (Nassau, 19 maggio 1988) è un calciatore bahamense, centrocampista del Lyford Cay e della nazionale bahamense.

## Carriera

### Club
Gioca dal 2004 al 2006 gioca nelle Bahamas, al Bears. Nel 2006 si trasferisce negli Stati Uniti, al Bowling Green Falcons. Nel 2009 passa al Bradenton Academics. Nel 2010 viene acquistato dal Kitsap Pumas. Nel 2011 si trasferisce in Albania, al KF Tirana. Nel 2012 viene acquistato dagli inglesi del Farnborough. Nel 2013 viene acquistato dagli spagnoli dell'Alcobendas Sport. Nel 2014 torna in patria, firmando un contratto con il Lyford Cay.

### Nazionale
Debutta in Nazionale maggiore nel 2004, all'età di 15 anni.